# Etidocaine
Etidocaine, được bán trên thị trường dưới tên thương mại Duranest, là thuốc gây tê cục bộ được tiêm bằng cách tiêm trong quá trình phẫu thuật và chuyển dạ. Etidocaine có thời gian hoạt động dài, và nhược điểm chính của việc sử dụng trong nha khoa là tăng chảy máu trong phẫu thuật.